# GPM6A
GPM6A (англ. Glycoprotein M6A) – білок, який кодується однойменним геном, розташованим у людей на короткому плечі 4-ї хромосоми.  Довжина поліпептидного ланцюга білка становить 278 амінокислот, а молекулярна маса — 31 210.
| 10         |  | 20         |  | 30         |  | 40         |  | 50         |
| ---------- |  | ---------- |  | ---------- |  | ---------- |  | ---------- |
| MEENMEEGQT |  | QKGCFECCIK |  | CLGGIPYASL |  | IATILLYAGV |  | ALFCGCGHEA |
| LSGTVNILQT |  | YFEMARTAGD |  | TLDVFTMIDI |  | FKYVIYGIAA |  | AFFVYGILLM |
| VEGFFTTGAI |  | KDLYGDFKIT |  | TCGRCVSAWF |  | IMLTYLFMLA |  | WLGVTAFTSL |
| PVYMYFNLWT |  | ICRNTTLVEG |  | ANLCLDLRQF |  | GIVTIGEEKK |  | ICTVSENFLR |
| MCESTELNMT |  | FHLFIVALAG |  | AGAAVIAMVH |  | YLMVLSANWA |  | YVKDACRMQK |
| YEDIKSKEEQ |  | ELHDIHSTRS |  | KERLNAYT   |  |            |  |            |

A: Аланін

C: Цистеїн

D: Аспарагінова кислота

E: Глутамінова кислота

F: Фенілаланін

G: Гліцин

H: Гістидин

I: Ізолейцин

K: Лізин

L: Лейцин

M: Метіонін

N: Аспарагін

P: Пролін

Q: Глутамін

R: Аргінін

S: Серин

T: Треонін

V: Валін

W: Триптофан

Кодований геном білок за функцією належить до фосфопротеїнів. 
Задіяний у таких біологічних процесах як нейрогенез, поліморфізм, ацетиляція, альтернативний сплайсинг. 
Локалізований у клітинній мембрані, мембрані, клітинних відростках.